# مونبین و سانها
مونبین و سانها (کره‌ای: 문빈 & 산하؛ انگلیسی: Moonbin & Sanha) اولین زیرگروه رسمی گروه پسرانهٔ کره‌ای آسترو بود. این گروه دونفره در سال ۲۰۲۰ توسط فنتجیو شکل گرفته و متشکل از دو عضو آسترو بود: مون‌بین و یون سان ها. نخستین آلبوم چندآهنگهٔ گروه با نام این اوت در ۱۴ سپتامبر ۲۰۲۰ منتشر شد.
فعالیت آن تنها ۳ سال به طول انجامید زیرا در ۱۹ آوریل ۲۰۲۳ یکی از دو عضو آن، مونبین به طرز ناگهانی درگذشت.